# 나이트폴 (2012년 영화)
나이트폴(大追捕)은 2012년 개봉한 홍콩의 범죄 스릴러 영화이다.

## 캐스팅
- 장가휘 - 왕원양
- 임달화 - 임반장
- 문영산 - 서설
- 왕민덕 - 서한림